# Pangu

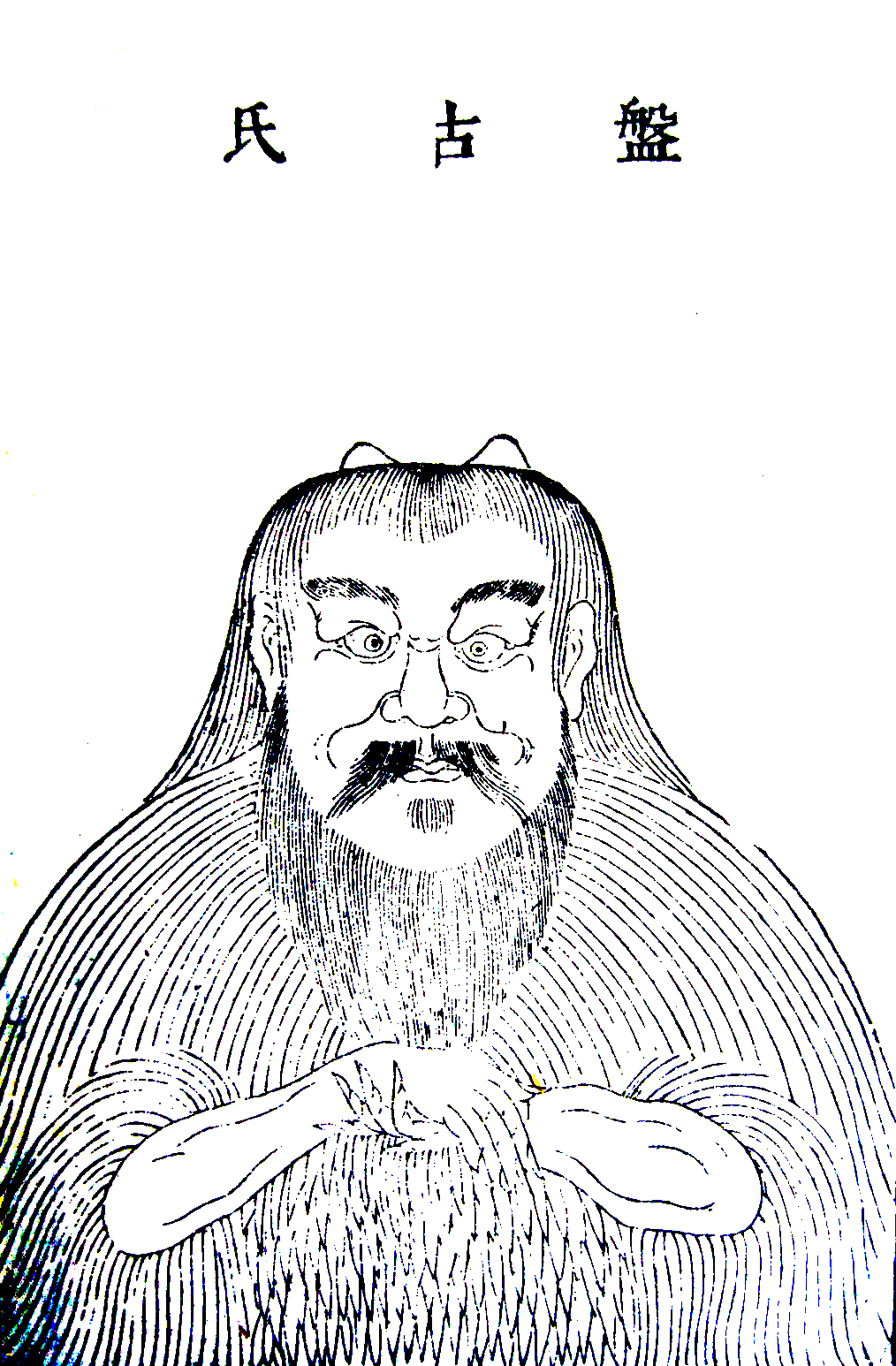
Pangu im Sancai Tuhui

Pangu (chinesisch 盤古 / 盘古, Pinyin Pángǔ, auch: 盤古氏 / 盘古氏,  Pángǔshì – „Ehrwürdiger Pangu“, veraltet: 柈古 bzw. 柈古氏) ist in der chinesischen Mythologie das erste Lebewesen auf der Erde.

## Weltentstehungsmythos
Aus dem nichtdualen, eigenschaftslosen und formlosen Urzustand des Universums entstand ein Weltenei, in dem das Urwesen Pangu war. Das Urwesen Pangu im Weltenei entspricht Taiji, in Pangu sind Yin und Yang (zwei sich ergänzende Pole, die sowohl Ursprung als auch das Wesen aller Dinge sind) vereint.
Dann zerbrach Pangu das Ei in zwei Hälften und Eiweiß und Eidotter flossen heraus, Yin und Yang wurden geteilt. Aus dem Eiweiß wurden der Himmel und die Wolken (Yang), aus dem Eidotter entstand die Erde (Yin).
Pangu steht als Weltachse im Mittelpunkt von Himmel und Erde. Seine Gestalt muss anfangs zwergenhaft gewesen sein. Jeden Tag wuchs der Himmel nach oben und die Erde verfestigte sich und sank nach unten. Im selben Maß wuchs Pangu, bis er nach 18.000 Jahren zu einem Riesen geworden war, dessen Körper von der Erde bis zum Himmel reichte.
Er beschloss sein Leben durch eine Selbstopferung und bildete aus seinem Körper in einer Kosmogonie das Universum. Sein Odem wurde zum Wind, seine Stimme zum Donner, das linke Auge zur Sonne, das rechte bildete den Mond, aus seinem Leib bildeten sich die vier Pole und die fünf Hauptgebirge, sein Blut ergab die Flüsse, Zähne und Knochen ergaben die Metalle, sein Haar die Pflanzen, sein Speichel den Regen und das an ihm haftende Ungeziefer die Menschheit. Aus Samen und Knochenmark wurden Perlen und Jade.

## Ähnliche Mythen
Ähnliche Urwesen, die aus sich heraus die Welt erschufen, waren in der Mythologie der Kalmücken Manzaschiri, dessen Name vom Bodhisattva Manjushri abgeleitet ist, in der nordischen Mythologie der Riese Ymir und der indische Urmensch Purusha.